# Seznam planetek objevených Johannem Palisou

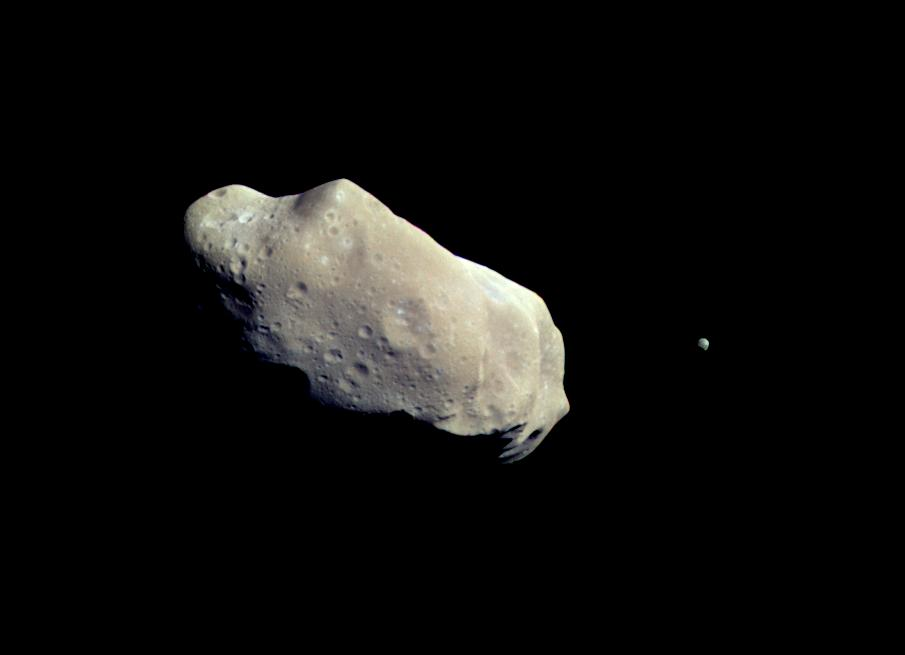
Palisou objevená planetka (243) Ida

Seznam planetek objevených česko-rakouským astronomem Johannem Palisou:
| (136) Austria       | 18. března 1874    |
| (137) Meliboea      | 21. dubna 1874     |
| (140) Siwa          | 13. října 1874     |
| (142) Polana        | 28. ledna 1875     |
| (143) Adria         | 23. února 1875     |
| (151) Abundantia    | 1. listopadu 1875  |
| (153) Hilda         | 2. listopadu 1875  |
| (155) Scylla        | 8. listopadu 1875  |
| (156) Xanthippe     | 22. listopadu 1875 |
| (178) Belisana      | 6. listopadu 1877  |
| (182) Elsa          | 7. února 1878      |
| (183) Istria        | 8. února 1878      |
| (184) Dejopeja      | 28. února 1878     |
| (192) Nausikaa      | 17. února 1879     |
| (195) Eurykleia     | 19. dubna 1879     |
| (197) Arete         | 21. května 1879    |
| (201) Penelope      | 7. srpna 1879      |
| (204) Kallisto      | 8. října 1879      |
| (205) Martha        | 13. října 1879     |
| (207) Hedda         | 17. října 1879     |
| (208) Lacrimosa     | 21. října 1879     |
| (210) Isabella      | 12. listopadu 1879 |
| (211) Isolda        | 10. prosince 1879  |
| (212) Medea         | 6. února 1880      |
| (214) Aschera       | 29. února 1880     |
| (216) Kleopatra     | 10. dubna 1880     |
| (218) Bianca        | 4. září 1880       |
| (219) Thusnelda     | 30. září 1880      |
| (220) Stephania     | 19. května 1881    |
| (221) Eos           | 18. ledna 1882     |
| (222) Lucia         | 9. února 1882      |
| (223) Rosa          | 9. března 1882     |
| (224) Oceana        | 30. března 1882    |
| (225) Henrietta     | 19. dubna 1882     |
| (226) Weringia      | 19. července 1882  |
| (228) Agathe        | 19. srpna 1882     |
| (229) Adelinda      | 22. srpna 1882     |
| (231) Vindobona     | 10. září 1882      |
| (232) Russia        | 31. ledna 1883     |
| (235) Carolina      | 28. listopadu 1883 |
| (236) Honoria       | 26. dubna 1884     |
| (237) Coelestina    | 27. června 1884    |
| (239) Adrastea      | 18. srpna 1884     |
| (242) Kriemhild     | 22. září 1884      |
| (243) Ida           | 29. září 1884      |
| (244) Sita          | 14. října 1884     |
| (248) Lameia        | 5. června 1885     |
| (250) Bettina       | 3. září 1885       |
| (251) Sophia        | 4. října 1885      |
| (253) Mathilde      | 12. listopadu 1885 |
| (254) Augusta       | 31. března 1886    |
| (255) Oppavia       | 31. března 1886    |
| (256) Walpurga      | 3. dubna 1886      |
| (257) Silesia       | 5. dubna 1886      |
| (260) Huberta       | 3. října 1886      |
| (262) Valda         | 3. listopadu 1886  |
| (263) Dresda        | 3. listopadu 1886  |
| (265) Anna          | 25. února 1887     |
| (266) Aline         | 17. května 1887    |
| (269) Justitia      | 21. září 1887      |
| (273) Atropos       | 8. března 1888     |
| (274) Philagoria    | 3. dubna 1888      |
| (275) Sapientia     | 15. dubna 1888     |
| (276) Adelheid      | 17. dubna 1888     |
| (278) Paulina       | 16. května 1888    |
| (279) Thule         | 25. října 1888     |
| (280) Philia        | 29. října 1888     |
| (281) Lucretia      | 31. října 1888     |
| (286) Iclea         | 3. srpna 1889      |
| (290) Bruna         | 20. března 1890    |
| (291) Alice         | 25. dubna 1890     |
| (292) Ludovica      | 25. dubna 1890     |
| (295) Theresia      | 17. srpna 1890     |
| (299) Thora         | 6. října 1890      |
| (301) Bavaria       | 16. listopadu 1890 |
| (304) Olga          | 14. února 1891     |
| (309) Fraternitas   | 6. dubna 1891      |
| (313) Chaldaea      | 30. srpna 1891     |
| (315) Constantia    | 4. září 1891       |
| (320) Katharina     | 11. října 1891     |
| (321) Florentina    | 15. října 1891     |
| (324) Bamberga      | 25. února 1892     |
| (326) Tamara        | 19. března 1892    |
| (569) Misa          | 27. července 1905  |
| (583) Klotilde      | 31. prosince 1905  |
| (652) Jubilatrix    | 4. listopadu 1907  |
| (671) Carnegia      | 21. září 1908      |
| (687) Tinette       | 16. srpna 1909     |
| (688) Melanie       | 25. srpna 1909     |
| (689) Zita          | 12. září 1909      |
| (703) Noëmi         | 3. října 1910      |
| (710) Gertrud       | 28. února 1911     |
| (711) Marmulla      | 1. března 1911     |
| (716) Berkeley      | 30. července 1911  |
| (718) Erida         | 29. září 1911      |
| (719) Albert        | 3. října 1911      |
| (722) Frieda        | 18. října 1911     |
| (723) Hammonia      | 21. října 1911     |
| (724) Hapag         | 21. října 1911     |
| (725) Amanda        | 21. října 1911     |
| (728) Leonisis      | 16. února 1912     |
| (730) Athanasia     | 10. dubna 1912     |
| (734) Benda         | 11. října 1912     |
| (750) Oskar         | 28. dubna 1913     |
| (782) Montefiore    | 18. března 1914    |
| (783) Nora          | 18. března 1914    |
| (794) Irenaea       | 27. srpna 1914     |
| (795) Fini          | 26. září 1914      |
| (803) Picka         | 21. března 1915    |
| (827) Wolfiana      | 29. srpna 1916     |
| (828) Lindemannia   | 29. srpna 1916     |
| (867) Kovacia       | 25. února 1917     |
| (876) Scott         | 20. června 1917    |
| (902) Probitas      | 3. září 1918       |
| (903) Nealley       | 13. září 1918      |
| (932) Hooveria      | 23. března 1920    |
| (941) Murray        | 10. října 1920     |
| (964) Subamara      | 27. října 1921     |
| (975) Perseverantia | 27. března 1922    |
| (996) Hilaritas     | 21. března 1923    |
| (1073) Gellivara    | 14. září 1923      |
| (14309) Defoy       | 22. září 1908      |